# (26629) Zahller
(26629) Zahller (2000 GZ132) – planetoida z grupy pasa głównego asteroid okrążająca Słońce w ciągu 4,36 lat w średniej odległości 2,67 j.a. Odkryta 12 kwietnia 2000 roku.